# Avantgarda
Avantgarda (francosko avant-garde - predstraža, predhodnica) je originalno vojaški izraz, ki se pogosto uporablja v umetnosti in politiki. Kot metaforo ga je prvi uporabil Charles Baudelaire, hoteč z njim opredeliti levo usmerjene francoske pisatelje. Ostal je kot oznaka vseh opozicijskih in eksperimentalnih gibanj, bodisi v umetnosti kot v politiki.

## Avantgarda v umetnosti
V kulturnem pomenu avantgarda vključuje ljudi ali dela, ki so nova, običajno eksperimentalne narave. Gre za intelektualna stališča in njihovo materialno predstavo v likovnih umetnostih in književnosti, ki so inovativni glede na tekoči standard. V zgodnjo umetnostno avantgardo, ki se je razvila na prelomu devetnajstega v dvajseto stoletje, prištevamo na primer ekspresionizem, futurizem, kubizem in nadrealizem, ki so vsi nastali kot raziskovalci novega umetnostnega izražanja in so bili v tem smislu dejanska avantgarda modernih umetnikov. Glavne lastnosti pripadnikov avantgarde so bile pretirana dejavnost, izredno pustolovsko nagnenje, antagonizem, predvsem pa odločen smisel za opozicijo in nihilistično prepričanje, da je tradicionalna umetnost dobesedno "umrla" in je treba najti nov način izražanja.
Značilno za avantgardiste je združevanje v skupine in klube, kar je v popolnem nasprotju z dotedanjim osebnim pristopom do umetnosti. Te skupine so imele za cilj nasprotovanje in opozicijo klasični kulturi, kar so izvajale bodisi z motečimi protesti na javnih razpravah, bodisi z aristokratskim umikom v zaprte klube in organizacije. Med glavnimi idejami avantgardistov je upor "merkantilni družbi", ki naj bi vrednotila umetnost izključno po principu prodajne možnosti oziroma predvidenega izkupička. V tem smislu se umetnostni pomen avantgarde močno približuje marksističnemu pojmovanju.

## Avantgarda v marksizmu
V marksistično-političnem pomenu je to tisti del delavskega razreda, ki zaradi najvišje zavesti nastopi in nase sprejme obvezo izgradnje nove, socialistične družbe. Avantgarda predpostavlja specifično organizirano zavest o interesu delavskega razreda, brez katere ne bi bilo mogoče v danih zgodovinskih okoliščinah uresničiti ciljev delavskega gibanja.Avantgarda ima v marksistični teoriji pomembno mesto. Manifestacija avantgarde delavskega razreda je njegova partija. Delavska avantgarda naj bi bila s svojim delovanjem in stališči osrednji akter v borbi za uresničevanje interesov delavstva. Posledično to pomeni, da sama avantgarda nima in ne sme imeti lastnih interesov. Teoretične predpostavke določajo, da se mora princip dela avantgarde izogibati dogmatizmu, edini kriterij uspešnosti njenega dela pa je družbena praksa. Sprememba objektivnih pogojev zahteva spremembo njenih metod dela.
V jugoslovanskem samoupravnem sistemu je bila vloga avantgarde upravljati z državo in gospodarstvom tako, da bi se delavski razred sam konstituiral kot »država«, kot družba neposrednih proizvajalcev. V tem pogledu je bila teoretično idejno-politična »delegacija« delavskega razreda in ne reprezentacija delavskega ljudstva. Topogledno je vseskozi izpostavljena nevarnosti birokratizacije.